# Яванский зуёк
Яванский зуёк (Anarhynchus javanicus) — вид птиц из семейства ржанковых. Эндемик Индонезии. Естественной средой обитания для этих птиц являются песчаные берега и литоральная зона, покрытая водой во время прилива, но обнажающаяся при отливе.
МСОП присвоил виду охранный статус LC. Ему угрожает утрата мест обитания. Размер популяции оценивается в 1300-4000 половозрелых особей.